# 于日耶
于日耶（法語：Hugier，法語發音：[yʒje]）是法国上索恩省的一个市镇，属于沃苏勒区。

## 地理
于日耶（47°18'52"N, 5°42'32"E）面积7.08 平方千米，位于法国勃艮第-弗朗什-孔泰大區上索恩省，该省份为法国东部内陆省份，北起顺时针与孚日省、贝尔福地区省、杜省、汝拉省、科多尔省和上马恩省接壤。
与于日耶接壤的市镇（或旧市镇、城区）包括：邦布瓦永、拜村、尚塞、索尔奈、特罗马雷。

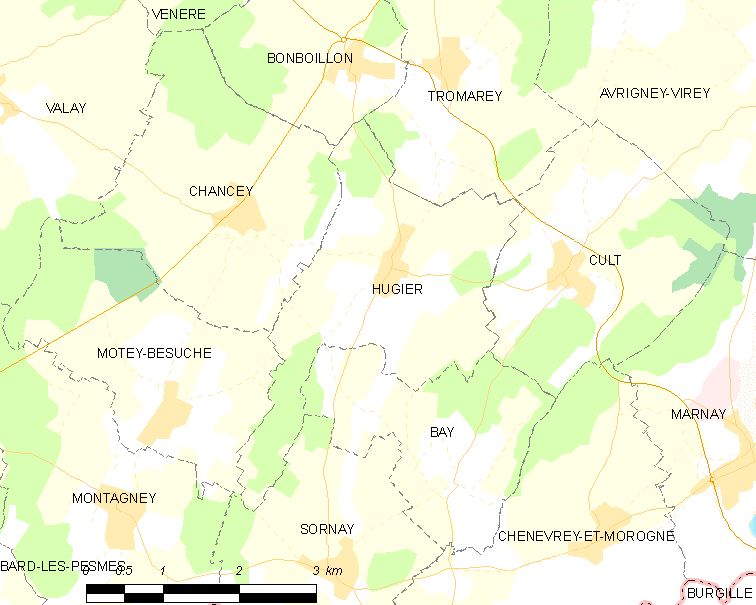
于日耶的OSM定位图

于日耶的时区为UTC+01:00、UTC+02:00（夏令时）。

## 行政
于日耶的邮政编码为70150，INSEE市镇编码为70286。

## 政治
于日耶所属的省级选区为马尔奈县。

## 人口

1962-2008年间于日耶人口变化图示

于日耶于2022年1月1日时的人口数量为118人。